# Schloß Schernberg
Schloß Schernberg är ett slott i Österrike.   Det ligger i distriktet Sankt Johann im Pongau och förbundslandet Salzburg, i den centrala delen av landet, 260 km väster om huvudstaden Wien. Schloß Schernberg ligger 815 meter över havet.
Terrängen runt Schloß Schernberg är bergig åt sydost, men åt nordväst är den kuperad. Schloß Schernberg ligger nere i en dal. Närmaste större samhälle är Sankt Johann im Pongau, 5,3 km öster om Schloß Schernberg. 
I omgivningarna runt Schloß Schernberg växer i huvudsak blandskog. Runt Schloß Schernberg är det ganska glesbefolkat, med 45 invånare per kvadratkilometer.